# 三箇城
三箇城（さんがじょう）は、大阪府大東市にあった日本の城。

## 沿革
三箇は深野池西側に浮かぶ複数の島の地名である。池の水位によって3つから4つの島で構成されていたとされる。
築城時期ははっきりしないが、畠山義就と畠山政長が北河内を舞台にして争った1470年前後と考えられる。文明3年（1471年）7月には、義就方の遊佐五郎が三箇に立て篭った記録がある。当初は野崎城の、飯盛山城築城後は飯盛山城の支城であった。
永禄3年（1560年）に三好長慶が畠山高政・木沢長政を破り、河内国を領国として飯盛山城を本拠とした。永禄4年（1561年）12月には畠山高政が城兵の油断を突き三箇城を落とし守将の三好政成を討ち取った。一時は長慶の本拠地飯盛山城をおびやかした高政だったが、翌年5月には長慶勢が盛り返し、高政は紀州に逃れた。
三箇氏は大和国宇智郡の出自で畠山政長に従ってこの地に移動してきたものと思われるが、記録で明らかになるのは三箇頼照（洗礼名：サンチョ）の代からである。長慶の配下で三箇領主であった永禄5年（1562年）に頼照は飯盛山城でロレンソ了斎の説教を聞いて改宗を決意し、夏に妻や一族、家臣の多くと共に洗礼を受けた。
頼照は、永禄7年（1564年）に三好長慶が死ぬと三好義継に従い、天正元年（1573年）義継が敗れると織田信長に降った。信長と石山本願寺の関係が悪化すると、大和川を遡上してたびたび本願寺勢が三箇に攻め寄せたが援軍の助けもあって全てこれを防いでいる。天正5年（1577年）多羅尾綱知によって「毛利氏と内通している」との讒言を受け閉居を命じられた。翌年許されたが、この時に家督を子の三箇頼連（洗礼名：マンショ）に譲った。
天正10年（1582年）、本能寺の変の際には明智光秀についたが山崎の戦いで光秀が敗れたため、三箇親子は領地を捨てて逃亡し、三箇城とその城下は焼き討ちにあった。
三箇氏の後にはキリシタン武将である結城如安（ジョアン）が城主となった。如安は天正12年（1584年）の小牧・長久手の戦いで戦死し、この頃に三箇城は廃城になったとみられる。

## 比定地
三箇城がどの位置にあったのかは分かっていない。比定地候補として三箇菅原神社社地や、大畑の廃慶岸寺跡が挙げられる。大正8年（1919年）に三箇菅原神社社地に「三箇城址」の石碑が建てられた。

## 三箇のキリシタン
永禄5年（1562年）に三箇頼照とその一族がキリスト教に改宗すると、頼照はさっそく城下に聖堂を設けた。三箇は岡山、砂（共に現在の四条畷市）と並んで河内キリシタンの拠点となった。永禄8年（1565年）に京での実権を握った松永久秀がキリスト教に冷遇策をとったため、京を脱出したヴィレラやフロイスらが堺の商人小西隆佐らの手引きによって三箇に拠っている。永禄10年（1567年）には京や堺などの信者を集め復活祭が行われた。ミサのあと、多数の船を繰り出して魚を捕り船上で会食をした様子が、フロイスの報告に記されている。この復活祭は三箇氏が没落するまで毎年続けられた。頼照は主君の三好義継から仏教への改宗を命じられたがこれを拒否し、一時期三箇を離れ堺に逃れている。永禄11年（1570年）頃には従来の教会では手狭になり、大きな会堂を建設した。この新しい教会の位置は明らかにはなっていないが、「角堂（すみのどう）」の地名の起こりとなったという説もある。織田氏と石山本願寺の戦いにおいて、本願寺の劣勢が明らかになってくると、一向宗からキリスト教への集団改宗も行われるようになった。天正6年（1578年）謀反の疑いにより一時閉居された後戻ってきた頼照は、家督を子の頼連に譲り、自身は会堂に籠って信仰生活に没入した。石山本願寺との戦が終わりイエズス会巡察使ヴァリニャーニを聖週祭に迎えた天正9年（1581年）が、三箇領および三箇のキリシタンにとっての最盛期であった。
天正10年（1582年）、本能寺の変の際に三箇親子は明智光秀についたが山崎の戦いで光秀が敗れたため、親子は領地を捨てて逃亡し、三箇城と教会も含めた城下は焼き討ちにあった。三箇氏の後には岡山からキリシタン武将である結城如安が移り、さらに如安が戦死した後には同じくキリシタン武将の高山右近が領主となったが、右近が大坂に新たな教会を作ったため、熱心な信者らは大坂に去った。